# Werner Goldschmidt
Werner Goldschmidt (Berlín, 1910 - Buenos Aires, 1987) fue un jurista y profesor de Derecho alemán radicado en la Argentina. Es conocido a nivel internacional por ser el creador de la teoría trialista del mundo jurídico.

## Biografía
Werner Goldschmidt nació en Berlín en 1910, hijo de una familia de judíos alemanes. Se recibió de abogado en tres países: en las Universidades de Hamburgo, Alemania; en la Universidad de Madrid, España (1945) y en la Universidad de Buenos Aires, Argentina (1973). Fue Doktor der Rechte, recibido en la Universidad de Hamburgo.
Fue profesor ayudante en la Universidad de Kiel y, con el arribo del nacionalsocialismo al poder, emigró a España donde ejerció como abogado y fue miembro del Instituto Francisco de Vitoria y del Instituto de Estudios Políticos. En 1948, la Universidad Nacional de Tucumán (Argentina) le ofreció la cátedra de Derecho Internacional Privado.
Posteriormente, el Dr. Werner Goldschmidt se radicó definitivamente en Argentina donde trabajó en varias universidades: profesor titular de Derecho Internacional Privado e Introducción al Derecho en la Universidad Nacional de Rosario; titular de Derecho Internacional Privado de la Universidad de Buenos Aires, hasta 1986; titular de Ciencias Jurídicas y Sociales de la Universidad de La Plata; titular de Derecho Internacional Privado y Filosofía del Derecho de la Universidad Católica Argentina; titular de Derecho Internacional y Filosofía del Derecho de la Universidad del Salvador; miembro titular del Instituto Internacional de Filosofía del Derecho; abogado asesor de la Procuración del Tesoro de la Nación y profesor titular de Derecho Internacional Privado del Ministerio de Relaciones Exteriores. También fue profesor de Derecho Internacional Privado en la Facultad de Ciencias Jurídicas y Sociales de la U.N.L. con sede en Santa Fe.
Fue nombrado profesor emérito por varias universidades: Universidad Nacional de Rosario; Universidad Nacional de La Plata (1982), Universidad Católica de La Plata (1982), Universidad de Buenos Aires (1983), Universidad Notarial Argentina (1984), y Universidad Católica Argentina (1984).
En 1972 dictó un curso en la Academia de Derecho Internacional de La Haya sobre "Transacciones entre Estados y firmas públicas y firmas privadas extranjeras" (Transactions between states and public firms and foreign private firms), un estudio metodológico. Goldschmidt fue becado por la Organización de Estados Americanos (OEA) en 1979 y por la Academia Nacional de La Haya en 1972. En 1986 recibió el Diploma al Mérito de la Fundación Konex en Humanidades por su Teoría general y Filosofía del Derecho.

## Teoría Trialista del Mundo Jurídico
Para el trialismo, también conocida como Teoría Trialista del Mundo Jurídico, de Werner Goldschmidt el fenómeno jurídico es una totalidad compleja que denomina ‘Mundo Jurídico'.
Se propone así el estudio del Mundo Jurídico mediante el análisis de los tres grandes elementos que lo integran (conductas, normas y valores). La teoría trialista del mundo jurídico sostiene que ese mundo resulta identificable, en definitiva, por las posibilidades de realizar la justicia en la realidad social y en las normas.
Las conductas son comportamientos humanos, las normas son descripciones y captaciones lógicas de las conductas, y el valor justicia se realiza en el mundo jurídico a través de los hombres permitiéndonos valorar las conductas y las normas.

## Obra
- "Sistema y Filosofía del Derecho Internacional Privado" - EJEA, 1952;

- "Suma de Derecho Internacional Privado" - Editorial AbeledoPerrot;

- "Divorcio Extranjero de Matrimonio Argentino" - Editorial Depalma, 1981.

- "Derecho Internacional Privado - Derecho de la Tolerancia" - Editorial AbeledoPerrot;

- "La ciencia de la justicia (Dikelogía)" - Editorial Aguilar, 1958;

- "Introducción filosófica al Derecho - La teoría trialista del mundo jurídico y sus horizontes" - Editorial AbeledoPerrot;

- "Der Aufbau Der Juristischen Welt";

- "Der linguismus und die Erkenntnistheorie der Weisungen";

- "Justicia y Verdad" - Editorial La Ley, 1978;

- "El Principio Supremo de Justicia" - Editorial Belgrano, 1985;

- "Derecho Internacional Privado, 9.ª. Ed. Bs.As., LexisNexis Depalma, 2002.
- "Filosofía autobiográfica" - Editorial Astrea, 2022.

## Confusión con otro Werner Goldschmidt
Usualmente se lo confunde con el historiador de arte y editor de música alemán Werner Goldschmidt (1903–1975), famoso por haber fundado en 1962 -junto al musicólogo Helmut Kirchmeyer- WERGO, un reconocido sello discográfico alemán que se especializa en la música clásica contemporánea, principalmente de ese país.